# Nicole Reist

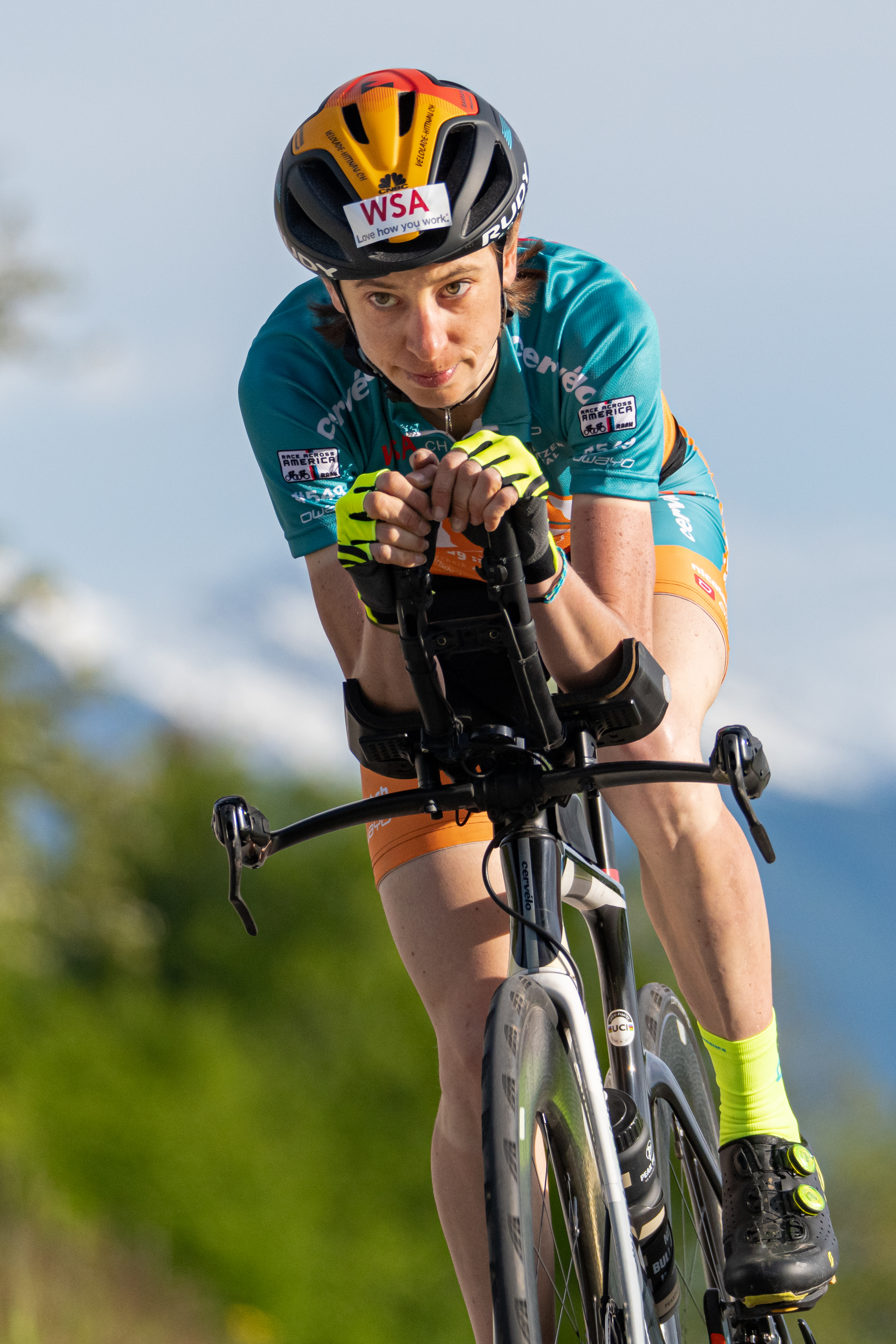
Nicole Reist Radfahren

Nicole Reist (* 26. Juni 1984 in der Schweiz, geborene Nicole Fehr) ist eine Schweizer  Radmarathon-Fahrerin. Sie ist die erfolgreichste Ultraradmarathon-Sportlerin der Welt und gewann seit 2012 jedes Rennen an dem sie teilgenommen hatte (Stand 17. Juli 2022). Beim Race Across America 2024 schied sie nach einem Sturz vorzeitig aus.

## Leben
Nicole Reist ist in Tann im Kanton Zürich aufgewachsen und lebt in Weisslingen.
2004 schloss sie eine Lehre als Hochbauzeichnerin ab und 2011 ein Diplomstudium als Hochbautechnikerin in Winterthur. In diesen Berufen arbeitet sie neben ihrer Karriere als Ultraradmarathon-Sportlerin.
Wettkämpfe bestreitet sie seit 2005; sie nahm damals spontan – und fast ohne Vorbereitung – am  24h Velorennen von Schötz teil und belegte dort den zweiten Platz.

## Erfolge
(Quelle: )

### 2022
- Erster Rang beim Race Across America

### 2021
- Erster Rang beim Race Around Austria

### 2020
- Erster Rang beim Race Around Austria
- Erster Rang (Overall-Sieg) und Streckenrekord beim Adriatic Marathon

### 2019
- Erster Rang und WM-Titel beim Glocknerman Ultraradmarathon
- Erster Rang beim Race Across France
- Erster Rang beim Race Around Austria

### 2018
- Erster Rang beim Race Across America
- Erster Rang beim Race Across France

### 2017
- Erster Rang und WM-Titel beim Glocknerman Ultraradmarathon
- Erster Rang und Schweizermeistertitel an der Tortour
- Erster Rang und EM-Titel beim Race Around Ireland

### 2016
- Erster Rang Race Across America
- Erster Rang und Schweizermeistertitel an der Tortour

### 2015
- Erster Rang an der Tortour

### 2014
- Erster Rang und WM-Titel beim Glocknerman Ultraradmarathon
- Erster Rang an der Tortour

### 2013
- Erster Rang beim Race Around Austria

### 2012
- Erster Rang beim Race Around Austria

### 2007
- Erster Rang und WM-Titel beim Glocknerman Ultraradmarathon

### 2005
- Zweiter Rang beim 24h Velorennen von Schötz